# Quando l'amore brucia l'anima - Walk the Line
Quando l'amore brucia l'anima - Walk the Line (Walk the Line) è un film del 2005 diretto da James Mangold e basato sulla storia del giovane cantante Johnny Cash, mito americano, e della sua turbolenta storia d'amore con June Carter Cash.
Tratto dai libri Man in Black, dello stesso Cash, e Cash: An Autobiography, ancora di Cash e Patrick Carr, la pellicola ricevette una grande accoglienza di critica e di pubblico, aggiudicandosi 3 Golden Globe nella categoria "musical/commedia" e cinque nomination agli Oscar 2006, di cui uno solo poi conquistato dalla protagonista Reese Witherspoon.

## Trama
Nel 1968 il cantante Johnny Cash deve fare un concerto nella prigione di Folsom ma prima osservando una sega circolare rievoca tutta la sua vita.
Chiamato da tutti J.R., da bambino cresce con il padre in una fattoria di cotone a Dyess, in Arkansas e con il fratello Jack. La sua vita cambia nel 1944, quando un giorno Johnny si allontana per andare a pescare e Jack si ferisce con una sega e muore. Dopo questo incidente, i rapporti con il padre peggiorano.
Nel 1950 si arruola in aviazione e viene inviato in una base della Germania Ovest. Nel 1952 impara a suonare una chitarra appena acquistata ed inizia a scrivere canzoni per diletto. Rientrato in patria, sposa la fidanzata Vivian e si trasferisce a vivere a Memphis, dove Johnny lavora come venditore porta a porta. Un giorno passa davanti a uno studio di registrazione, il che lo ispira a fondare un gruppo gospel. Le crescenti difficoltà economiche della sua famiglia lo spronano a tentare un'audizione per Sam Phillips, il proprietario della Sun Records: la band inizia a suonare un pezzo gospel ma Phillips li interrompe chiedendo di suonare una canzone che sentano veramente, così Cash suona Folsom Prison Blues, scritta durante il periodo passato in Germania. La band firma un contratto e registra immediatamente il primo disco, Cry! Cry! Cry!.
Iniziano subito un tour col nome di Johnny Cash and the Tennessee Two. Durante il tour conosce June Carter, di cui si innamora. Una sera June respinge un suo tentativo di baciarla e Johnny reagisce assumendo sempre più pillole e alcool, fino a quando lei decide di interrompere ogni relazione. Anni dopo June e Johnny si incontrano ad una cerimonia di premiazione e lui ne approfitta per convincerla a fare un altro tour insieme, nonostante le proteste della moglie. Dopo il concerto di Las Vegas Johnny e June finiscono a letto insieme, ma al mattino lei nota la grande quantità di pillole che Cash prende ed il suo atteggiamento diventa molto freddo.
Tornando a casa, Cash ha bisogno di procurarsi nuove pillole e lo fa in Messico, ma al rientro in patria viene scoperto ed arrestato con le pillole nascoste nella cassa armonica della sua chitarra. Uscito di carcere Johnny torna a casa, deciso a ricostruire i rapporti con Vivian e con le figlie, ma scoppia una nuova lite: lui decide di appendere le foto del suo ultimo concerto, ma Vivian gli impedisce di appendere quella che ritrae June; dopo alcune insistenze, Vivian gliela strappa di mano e gliela distrugge, causando la reazione di Johnny sotto gli occhi delle figlie disperate. Vivian prende le figlie e lascia la casa, chiedendo il divorzio.
Nel 1966 Cash si trasferisce a Nashville in una nuova casa affacciata sul lago di Hendersonville. Nel giorno del ringraziamento Johnny riceve la visita dei suoi genitori e della famiglia allargata di June, ma la giornata finisce male quando Johnny ed il padre Ray hanno un duro confronto in cui il figlio è accusato di non aver fatto nulla pur con tutto il talento di cui è dotato. La madre di June (che si era accorta dei sentimenti della figlia per Cash) la aiuta a prendersi cura di Johnny, che intanto inizia a disintossicarsi. June e Johnny iniziano a passare del tempo insieme.
Cash scopre che molte delle lettere che riceve sono scritte da detenuti, fra cui numerose dalla Folsom Prison. Decide quindi di tenere un concerto in quel penitenziario, ma quando espone l'idea di registrare lì un album dal vivo la sua etichetta discografica si mostra riluttante. Lui decide di registrarlo lo stesso e lascia alla Columbia la decisione di cosa fare dei nastri.
La sua band riparte per un nuovo tour, in cui una sera Johnny sul pullman che li sta trasportando propone a June di sposarlo, ma lei rifiuta. Alla data successiva, Johnny va nel camerino di June e ripete la sua domanda di matrimonio, ma lei rifiuta nuovamente dicendogli che in futuro gli rivolgerà la parola solamente sul palco. A questo punto Cash, durante il concerto di London (Ontario), inizia a cantare con lei la canzone Jackson (un duetto) ma a metà si interrompe, dicendo che non avrebbe continuato fino a quando lei non avesse acconsentito a sposarlo. June alla fine accetta e si scambiano un bacio sul palco sotto gli occhi di tutti gli spettatori.

## Colonna sonora
Le canzoni presenti nel film sono state magistralmente cantate dagli attori stessi: la colonna sonora del film è composta da Get Rhythm, I Walk the Line, Ring of Fire, Cry! Cry! Cry!, Folsom Prison Blues, Home of the Blues, Cocaine Blues, interpretate da Joaquin Phoenix,  Jackson, It Ain't Me Babe, duetto tra Phoenix e Reese Witherspoon, a cui si aggiungono You're My Baby, cantata da Johnathan Rice, That's All Right, Mama e Milkcow Blues Boogie, cantate da Tyler Hilton, I'm a Long Way from Home, cantata da Shooter Jennings, Lewis Boogie Blues, cantata da Waylon Payne, e per concludere Wildwood Flower e Jukeboxe Blues, interpretate da Reese Witherspoon. Phoenix e Witherspoon erano già stati scelti dai Cash per interpretarli nel film prima del loro decesso.

## Riconoscimenti
- 2006 - Premio Oscar
  - Miglior attrice protagonista a Reese Witherspoon
  - Nomination Miglior attore protagonista a Joaquin Phoenix
  - Nomination Migliori costumi a Arianne Phillips
  - Nomination Miglior montaggio a Michael McCusker
  - Nomination Miglior sonoro a Paul Massey, Doug Hemphill e Peter F. Kurland
- 2006 - Golden Globe
  - Miglior film commedia o musicale
  - Miglior attore in un film commedia o musicale a Joaquin Phoenix
  - Miglior attrice in un film commedia o musicale a Reese Witherspoon
- 2006 - Premio BAFTA
  - Miglior attrice protagonista a Reese Witherspoon
  - Miglior sonoro a Paul Massey, Donald Silvester, Doug Hemphill e Peter F. Kurland
  - Nomination Miglior attore protagonista a Joaquin Phoenix
  - Nomination Miglior colonna sonora a T-Bone Burnett
- 2006 - Screen Actors Guild Award
  - Miglior attrice protagonista a Reese Witherspoon
  - Nomination Miglior attore protagonista a Joaquin Phoenix
- 2005 - Critics' Choice Movie Award
  - Miglior attrice protagonista a Reese Witherspoon
  - Miglior colonna sonora
  - Nomination Miglior film
  - Nomination Miglior attore protagonista a Joaquin Phoenix
- 2006 - Chicago Film Critics Association Award
  - Nomination Miglior attore protagonista a Joaquin Phoenix
  - Nomination Miglior attrice protagonista a Reese Witherspoon
- 2007 - Empire Awards
  - Nomination Miglior attrice protagonista a Reese Witherspoon
- 2006 - Kansas City Film Critics Circle Award
  - Miglior attrice protagonista a Reese Witherspoon
- 2005 - Las Vegas Film Critics Society Award
  - Miglior attrice protagonista a Reese Witherspoon
  - Nomination Miglior film
- 2006 - MTV Movie Award
  - Nomination Miglior performance a Joaquin Phoenix
  - Nomination Miglior performance a Reese Witherspoon
- 2005 - National Board of Review Awards
  - Migliori dieci film
- 2005 - Satellite Award
  - Miglior film commedia o musicale
  - Miglior attrice in un film commedia o musicale a Reese Witherspoon
  - Nomination Migliore regia a James Mangold
  - Nomination Miglior attore in un film commedia o musicale a Joaquin Phoenix
  - Nomination Migliore sceneggiatura non originale a James Mangold e Gill Dennis
- 2006 - Premio Amanda
  - Miglior film straniero a James Mangold
- 2005 - Boston Society of Film Critics Award
  - Miglior attrice protagonista a Reese Witherspoon
- 2006 - Central Ohio Film Critics Association Awards
  - Nomination Miglior performance da protagonista a Reese Witherspoon
  - Nomination Miglior sonoro
- 2007 - Grammy Award
  - Miglior colonna sonora a Joaquin Phoenix e T-Bone Burnett
- 2006 - Golden Reel Award
  - Miglior montaggio sonoro (Effetti sonori) a Mark Jan Wlodarkiewicz, Terry Delsing e Bunny Andrews e Frank Wolf
- 2005 - New York Film Critics Circle Award
  - Miglior attrice protagonista a Reese Witherspoon
- 2005 - Phoenix Film Critics Society Awards
  - Miglior uso di musica probabilmente pubblicata o registrata
- 2005 - Southeastern Film Critics Association Awards
  - Nomination Miglior film
  - Nomination Miglior attrice protagonista a Reese Witherspoon
- 2006 - Teen Choice Awards
  - Miglior attrice in un film d'azione/di avventura/drammatico a Reese Witherspoon
  - Nomination Miglior film drammatico
- 2006 - Eddie Award
  - Miglior montaggio in un film commedia o musicale a Michael McCusker
- 2005 - Camerimage
  - Premio speciale del direttore del Festival a Phedon Papamichael
  - Nomination Rana d'oro a Phedon Papamichael
- 2006 - Artios Award
  - Nomination Miglior casting per un film drammatico a Lisa Beach e Sarah Katzman
- 2005 - Dallas-Fort Worth Film Critics Association Awards
  - Nomination Miglior attore protagonista a Joaquin Phoenix
  - Nomination Miglior attrice protagonista a Reese Witherspoon
- 2006 - Golden Trailer Awards
  - Nomination Miglior film drammatico
  - Nomination Miglior film musicale
- 2005 - Hollywood Film Festival
  - Miglior attore protagonista a Joaquin Phoenix
- 2006 - National Society of Film Critics Awards
  - Miglior attrice protagonista a Reese Witherspoon
- 2006 - PGA Awards
  - Nomination Miglior produttore a James Keach e Cathy Konrad
- 2006 - Young Artist Awards
  - Miglior attore giovane non protagonista a Ridge Canipe